# Приморський бульвар (Баку)
Приморський бульвар — одна з визначних пам'яток Баку (Азербайджан), улюблене місце відпочинку бакинців та гостей міста. У 2009 році відзначив свій 100-річний ювілей. Парк простягнувся вздовж південного боку затоки Каспійського моря. Бульвар традиційно починається на площі Свободи, продовжуючись на захід до Старого міста і за його межами.
З 2012 року бульвар (Новий бульвар) практично подвоїв довжину до 3,75 км, розширивши набережні до Площі Державного прапора. У 2015 році бульвар Біле місто додав ще 2 км на схід від площі Свободи. Згідно з планом, бульвар може бути продовжено до 26 км.

## Історія

### Початок будівництва

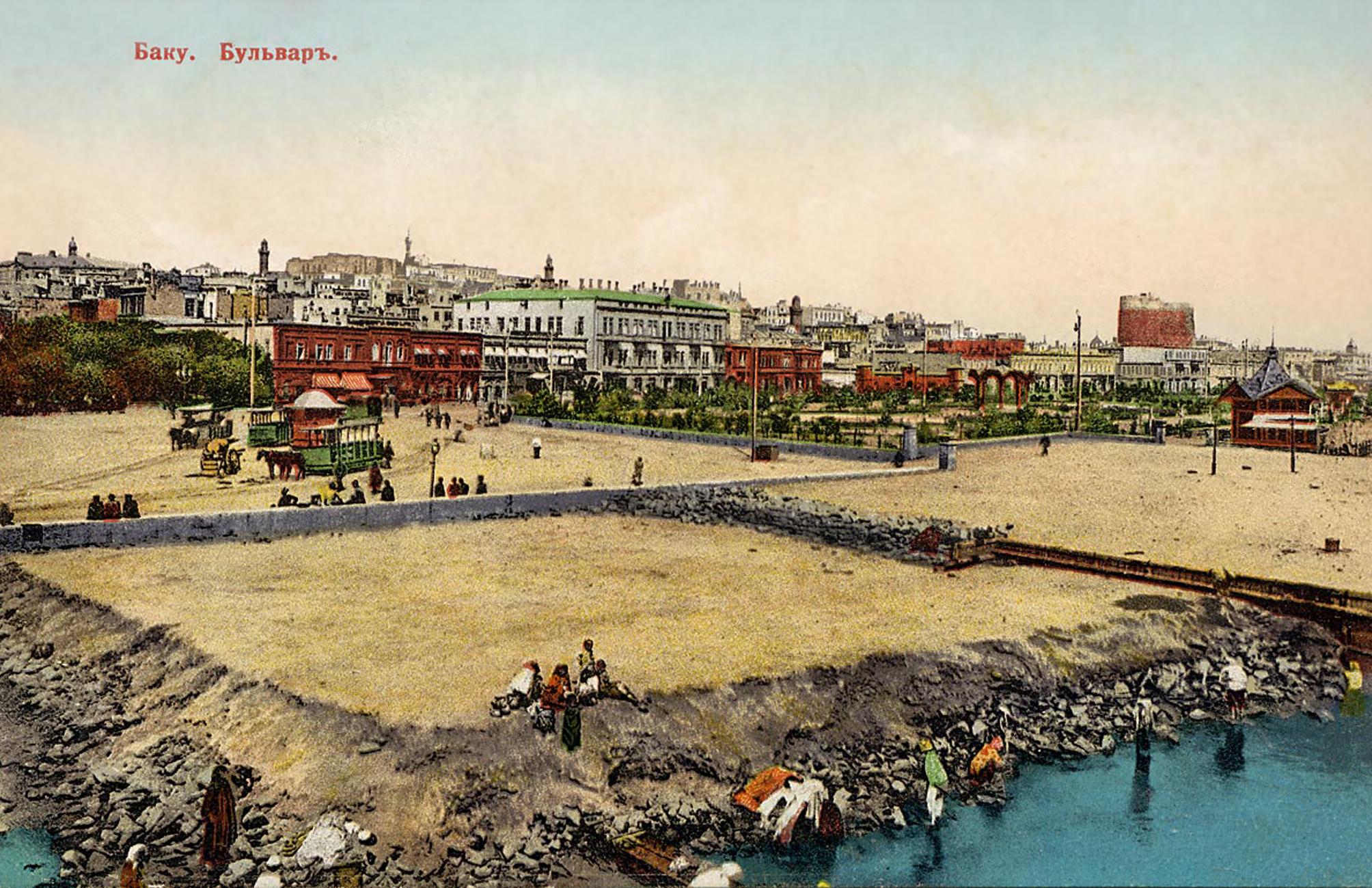
Листівка. Бакинський бульвар на початку 20 століття.

Бакинська міська управа неодноразово обговорювала питання про створення приморського бульвару з початку XIX століття, але лише в 1909 році були зроблені конкретні кроки, ініціатором яких став азербайджанський інженер Мамед Гасан Гаджинський. Міська влада асигнували на закладку бульвару 600 000 рублей. Матеріальну підтримку також надали бакинські меценати. Владою міста був оголошений конкурс на кращий проект, в якому взяли участь близько 30 фахівців, серед яких були видатні архітектори та інженери-будівельники. Переможцем конкурсу став Гавриїл Тер-Мікеле. Спочатку була упорядкована прибережна територія, розташована між причалом товариства «Кавказ і Меркурій» та будинком Сеїд Мірбабаєва. Нині це територія від Лялькового театру до площі «Азнефть». Були розчищені території, посаджені дерева, чагарники, розбиті квітники. За проектом інженера Миколи Баєва на бульварі була також побудована купальня, яка була схожа на казковий літній палац.
У 1915—1918 роках тут на території Кам'яної і Старотаможенної пристаней розташовувалася філія першої в Російській імперії офіцерської школи морської авіації, яка в 1917 році здобубала самостійність і стала називатися Бакинська офіцерська школа морської авіації .

### Повоєнні роки
У післявоєнні роки, в 1940-х роках, у зв'язку з підйомом рівня води в Каспійському морі і частковою реконструкцією бульвару, купальня була ліквідована. На початок 1950-х років довжина Приморського бульвару становила вже 2,7 км, від судноремонтного заводу імені «Паризької комуни» до нового морського пасажирського вокзалу .

### 1970-і та 1980-і роки

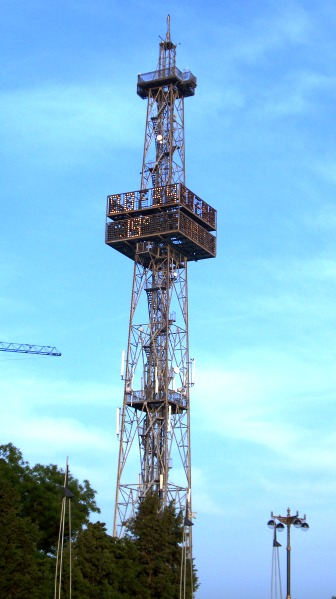
Парашутна вишка (до реставрації).

У 1966 році, за проектом архітектора М. Гусейнова, на Приморському бульварі, в районі площі «Азадлиг» було створено відкритий до моря майданчик, який закінчувався сходами до моря, декорованими партерною зеленню, квітниками і каскадом фонтанів. У 1967 році М. Гусейновим був підготовлений новий проект реконструкції всього Приморського бульвару. У зв'язку зі значним зниженням рівня Каспійського моря, який досяг в 1977 році своєї найнижчої позначки, в результаті чого була оголена широка смуга колишнього морського дна, були зроблені роботи по створенню другої нижньої тераси Приморського парку, де були влаштовані алеї, газони та фонтани.

### 1990-ті роки
У зв'язку з різким підвищенням рівня Каспію в 1990-х роках, була затоплена значна частина Приморського парку, в тому числі прогулянкова естакада, катерна пристань і яхт-клуб. В результаті проведених реконструкційних робіт нижню терасу бульвару підняли на кілька метрів.

### Новітня історія

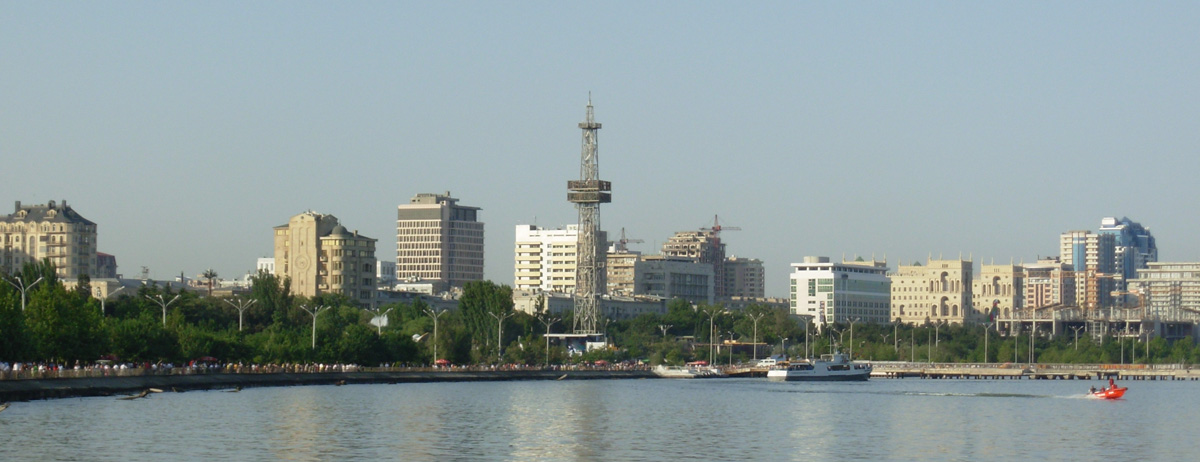
Панорама на Приморський Бульвар в Баку

У 2007 році в Приморському парку, навпроти площі «Азнефть» відбулося відкриття музичного фонтану, який не має аналогів в світі. У 2008 році завершилося будівництво другого фонтану, спорудженого навпроти Будинку уряду. Було оновлено і відреставровано 15 атракціонів, кафе «Мірварі», кінотеатр «Бахар», літній дитячий театр і парашутна вишка, побудовані за ініціативою колишнього мера Баку Аліша Лемберанского. У 2012 році завершилася реконструкція збудованого ще в 1960 році містечка «Мала Венеція».
У зв'язку з указом Президента, в 2008 році почалася генеральна реконструкція Приморського парку, на яку мерією міста Баку було виділено 500 мільйонів доларів США. Територія Приморського парку була збільшена вдвічі. Довжина його простяглася від морського вокзалу до «Boulvard Hotel» і від Палацу ручних ігор до Палацу водних видів спорту. Масштабна реконструкція була завершена до 2015 року.
У березні 2014 року на новій бульварній частині Приморського національного парку відбулося відкриття нового колеса огляду висотою 60 метрів.
На бульварі розташовуються такі пам'ятки, як торговельний центр Park Bulvar Mall і Caspian Waterfront, натхнена «вітрилами» Сіднейського оперного театру. В кінці бульвару знаходиться Площа державного прапора (Dövlət Bayrağı Meydanı) з прапором і флагштоком, який входить до числа найвищих в світі. Недалеко від прапора знаходиться спортивно-концертний комплекс Crystal Hall, який був спеціально побудований для конкурсу пісні «Євробачення 2012» .

## Державна підтримка
Розпорядженням Президента Азербайджанської Республіки Гейдара Алієва від 29 грудня 1998 року Приморському бульвару було надано статус національного парку.

Указом президента Азербайджанської Республіки Ільхама Алієва від 10 січня 2008 року, з огляду на значення Приморського бульвару для історії, культури та екологічної безпеки народу, було створено Управління Приморського бульвару при Кабінеті міністрів Азербайджанської Республіки. Відповідно до цього указу було розпочато капітальний благоустрій Приморського національного парку. 

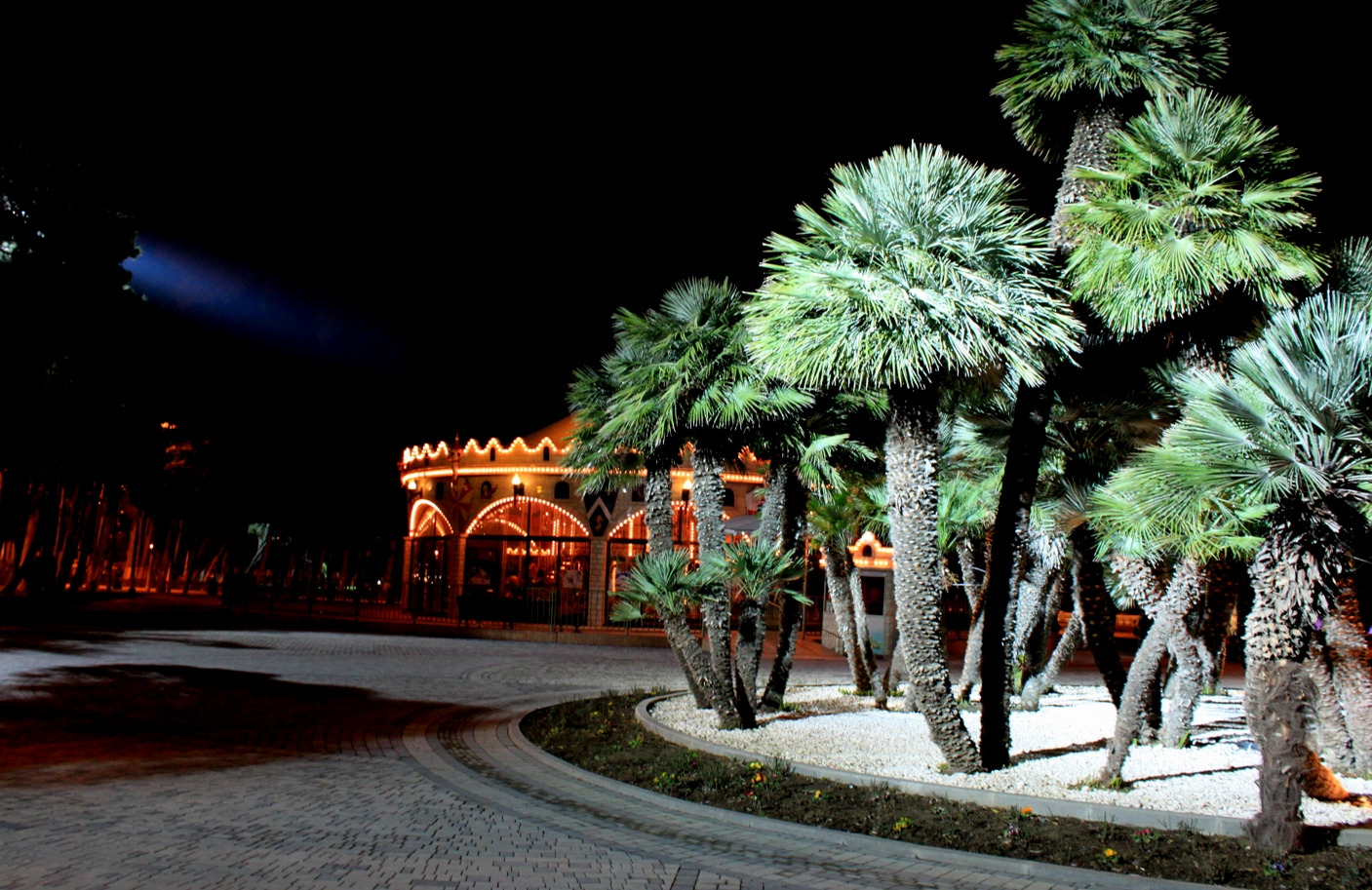
Атракціон у приморському парку
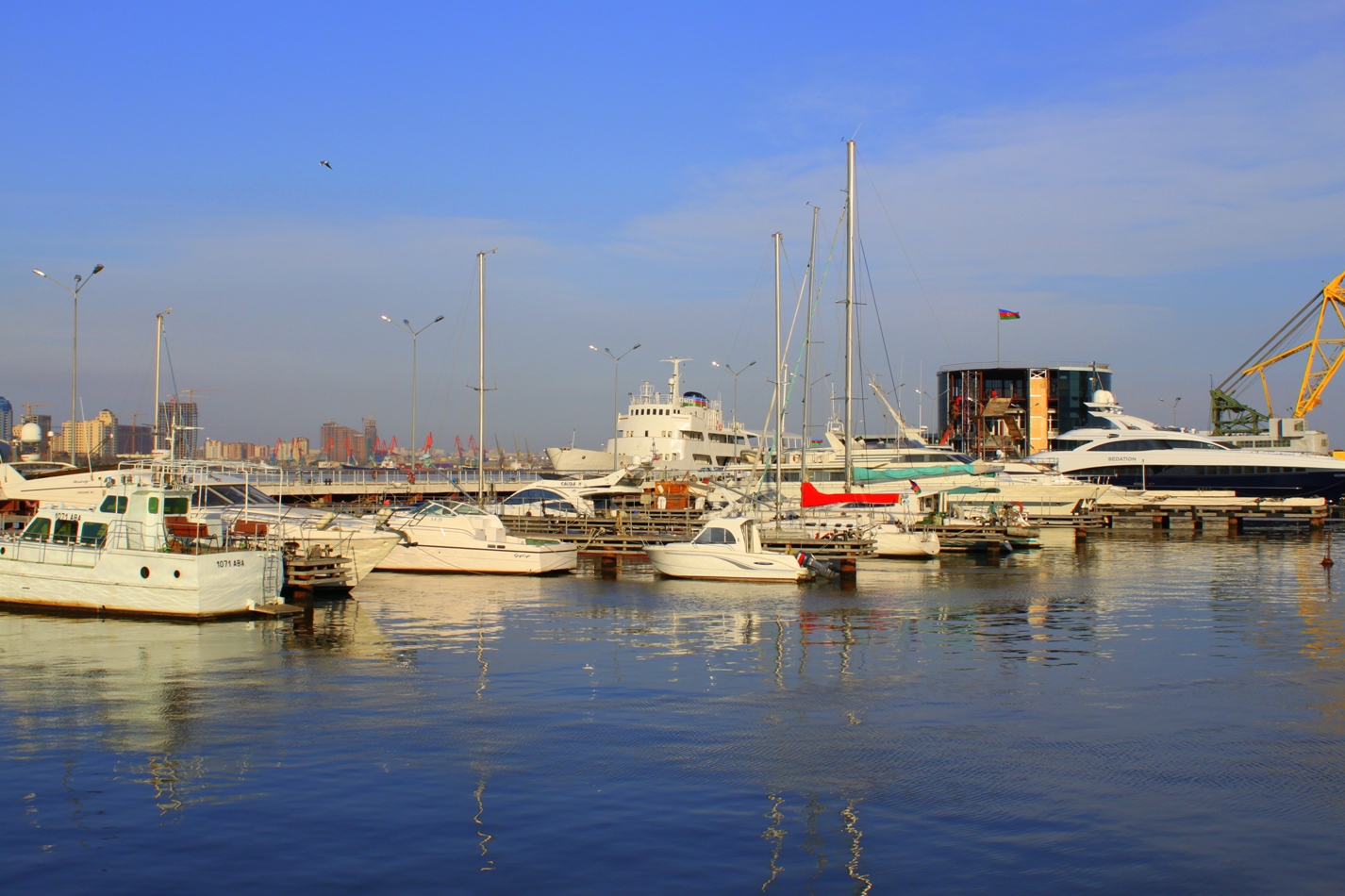
Яхт-клуб у Баку
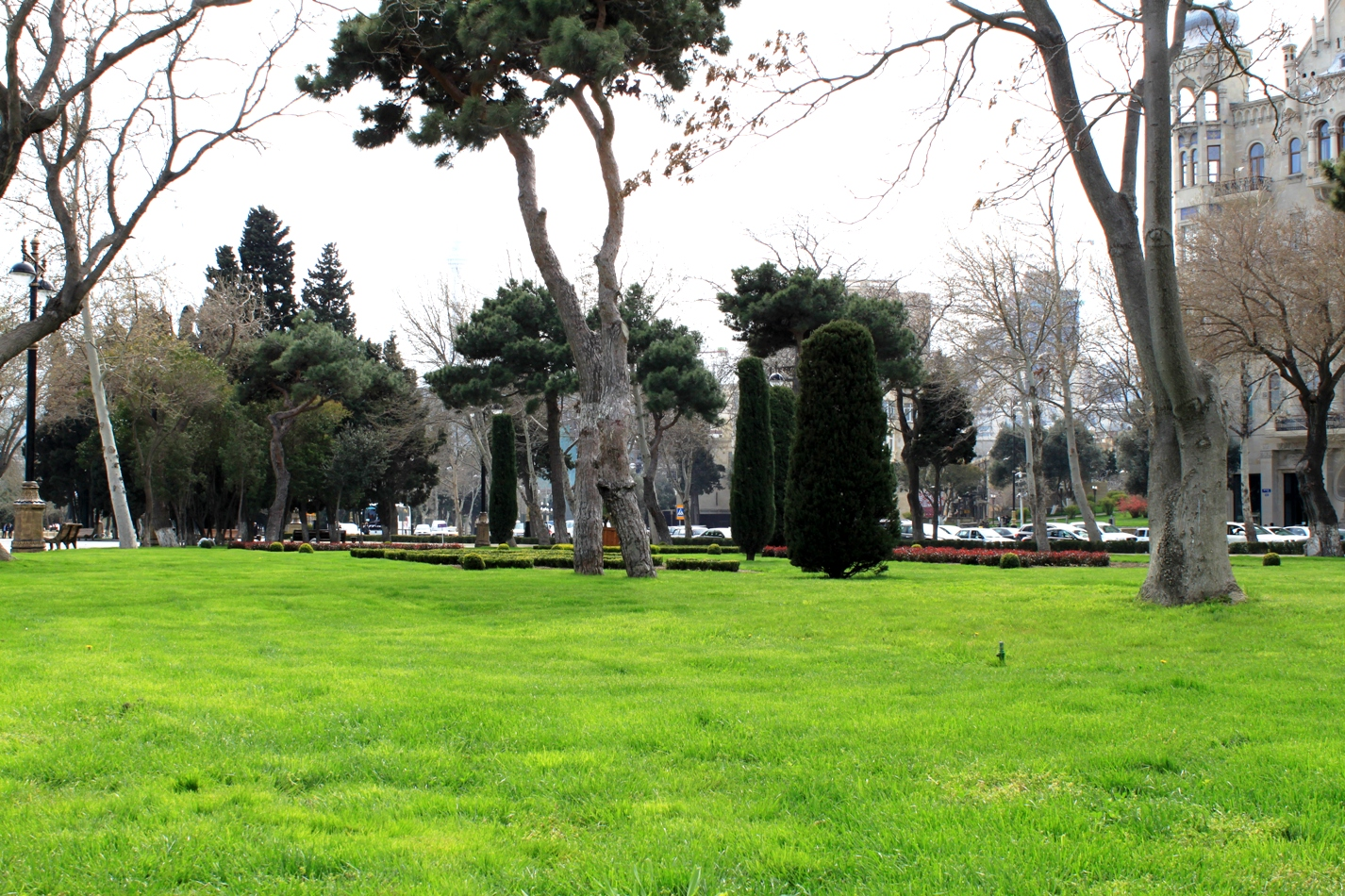
Зелені насадження на Бульварі
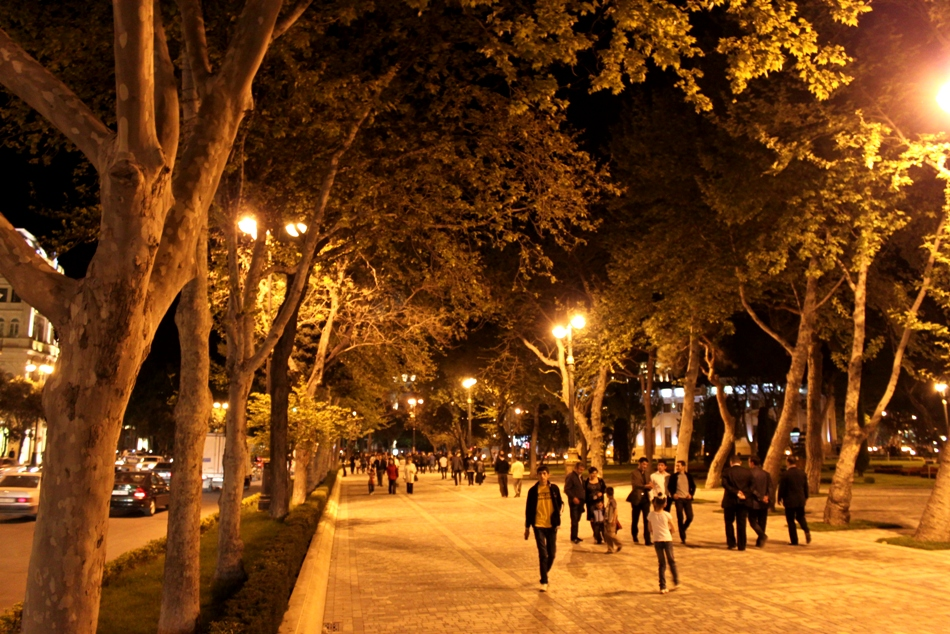
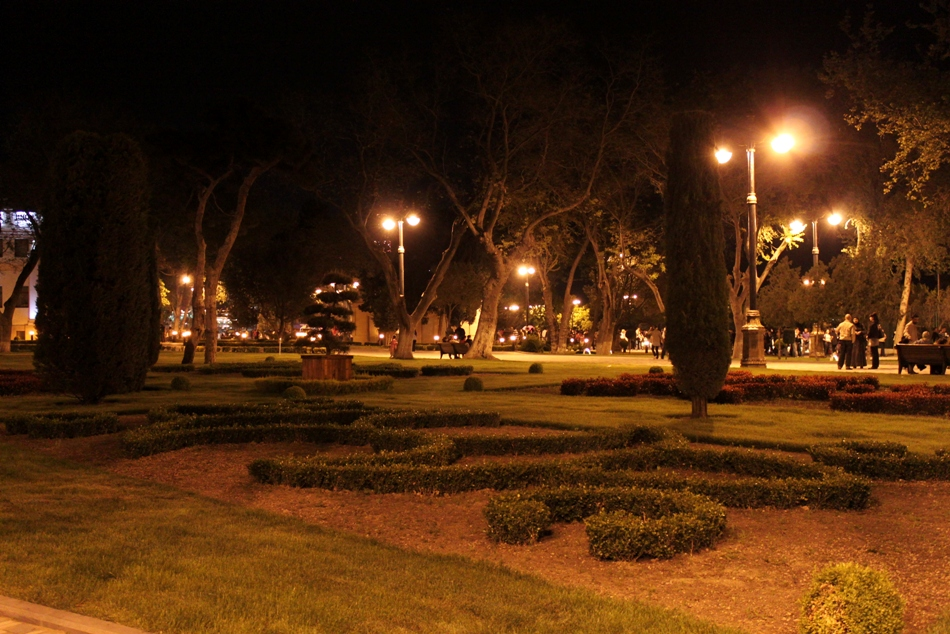
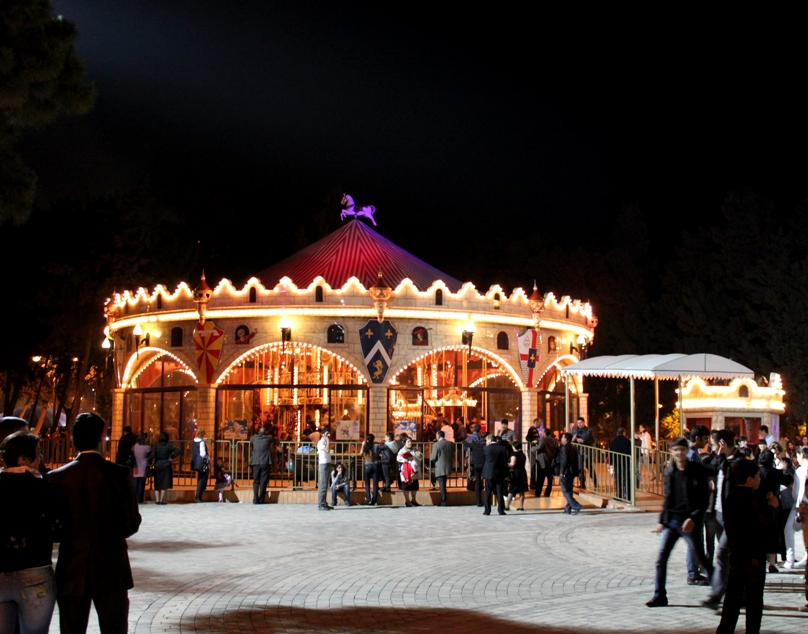
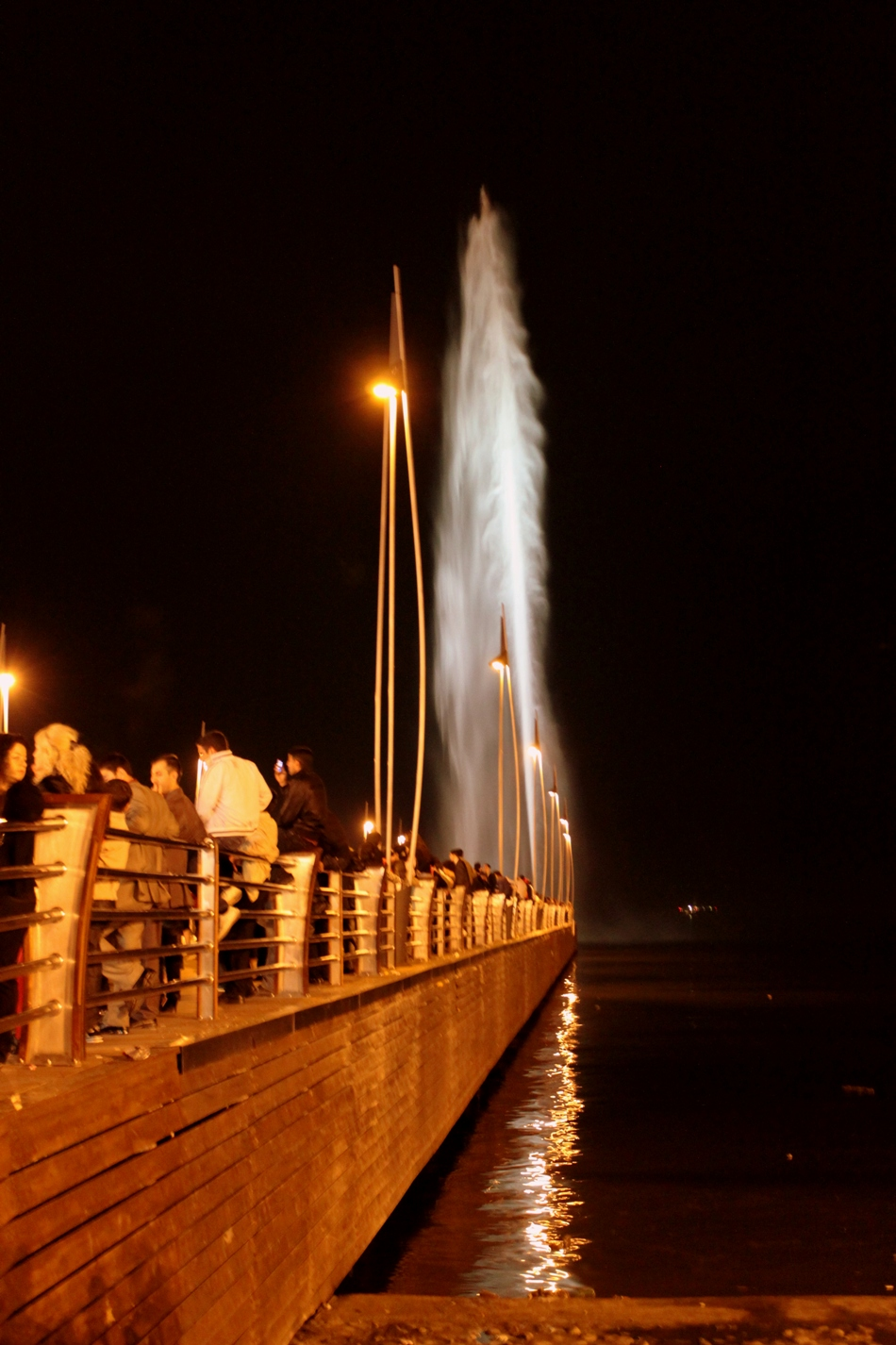
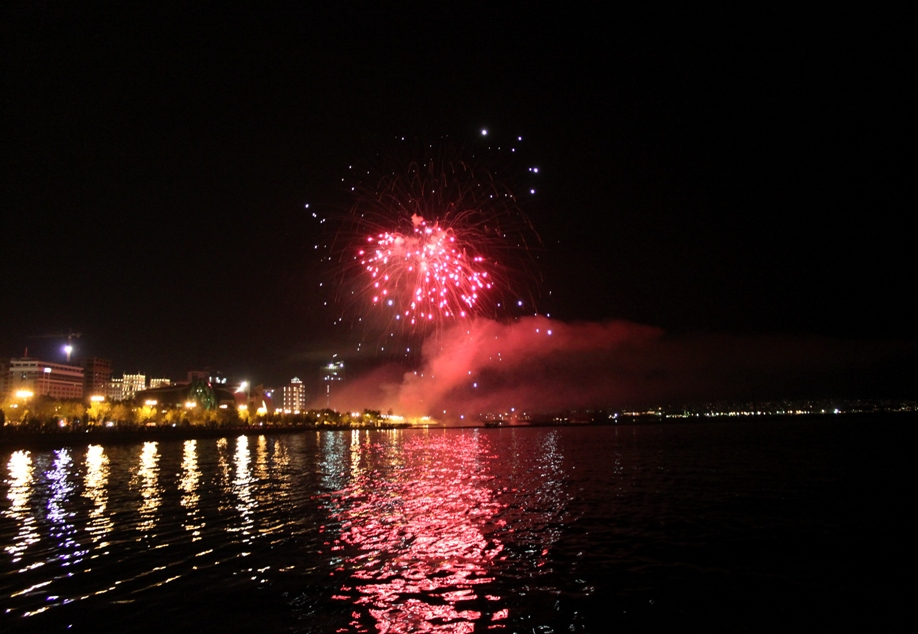
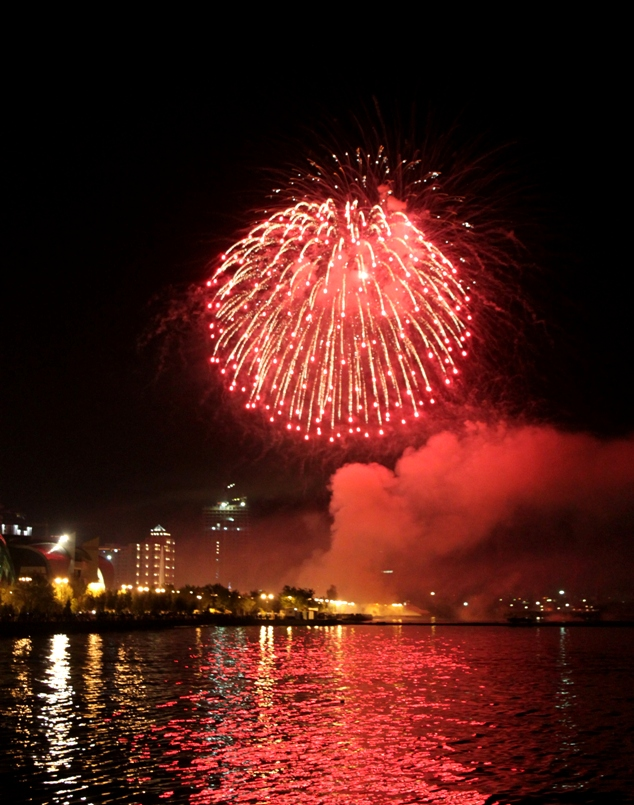
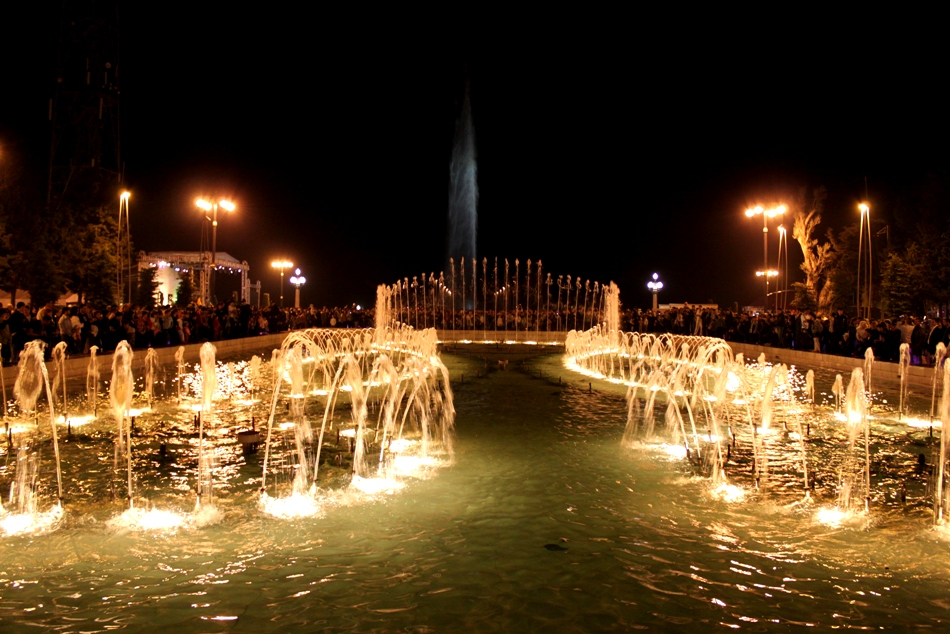
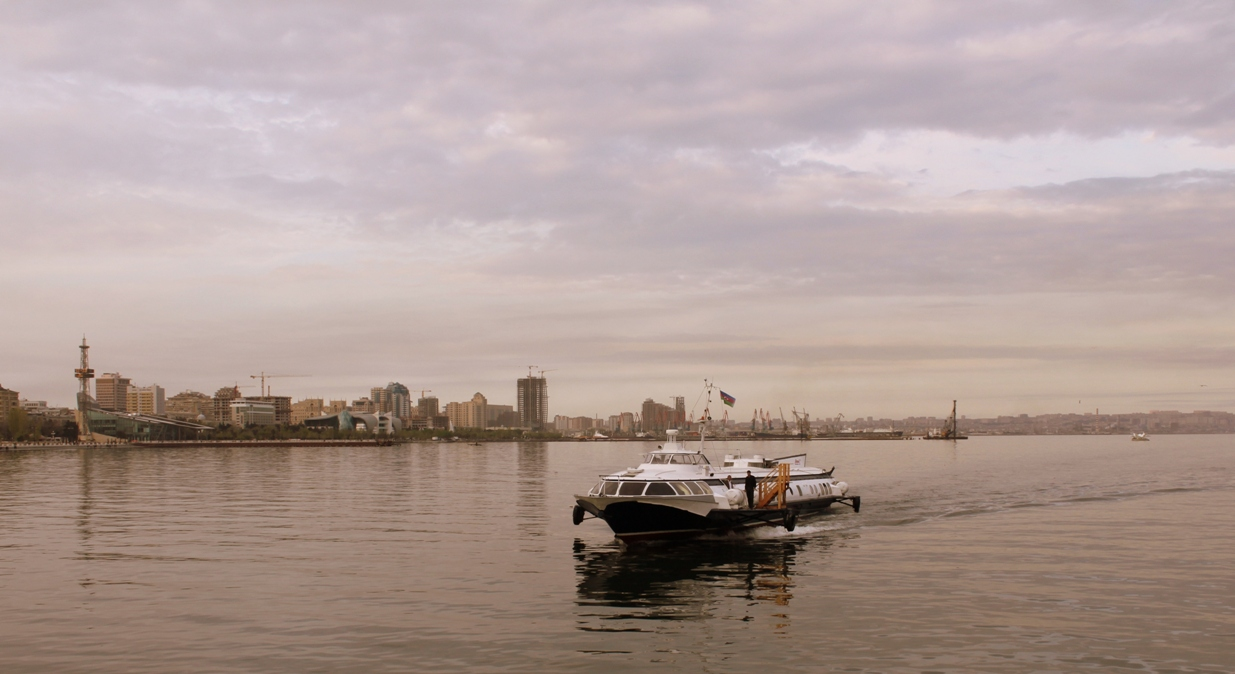